# Tartessos

Obszar wpływów Tartessos

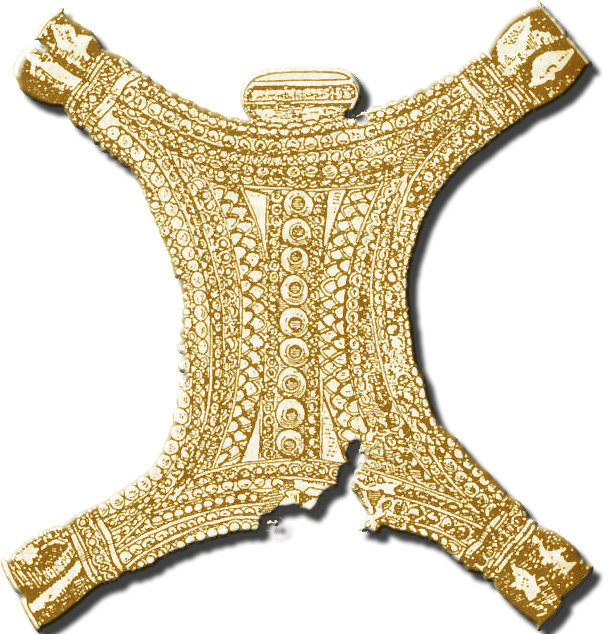
Złota ozdoba

Turdetani - Mieszkańcy Tartessos na mapie półwyspu w roku 300 p.n.e.

Tartessos – w starożytności region na południu Półwyspu Iberyjskiego (Andaluzja) oraz port leżący za Cieśniną Gibraltarską, przy ujściu rzeki Gwadalkiwir (w starożytności Betis). 
Miasto nie zostało jak dotąd zlokalizowane, choć niektórzy badacze utożsamiają Tartessos z kolonią fenicką – Gades (dzisiejszy Kadyks), czasami identyfikowane również z Tarszisz ze Starego Testamentu. Sławne z bogactw, centrum handlu cyną, miedzią, srebrem i złotem, częściowo pochodzącym z północno-wschodniej Hiszpanii. Istnieją hipotezy, że tamtejsi żeglarze pływali w celach handlowych do Wysp Brytyjskich (ściślej Kornwalii – handel cyną). Tartessos zostało założone pod koniec II tysiąclecia p.n.e. Mieszkańcy handlowali z Kartaginą, utrzymywali również kontakt z Grekami. Największy rozkwit tej kultury wypada na lata 750 – 600 p.n.e., wtedy to pojawiło się ich własne pismo – którego jednak nie udało się odczytać - doszło też zapewne do wykształcenia się struktur politycznych (Herodot wymienia króla Tartessosu z VII – VI wieku). Miasto upadło w VI wieku p.n.e. na skutek wielu czynników, z których najważniejsze to:
- ekspansja terytorialna Kartaginy;
- spadek znaczenia brązu wskutek rozprzestrzenienia się żelaza;
- pojawienie się nowych źródeł zaopatrzenia w cynę, np. Kornwalia;
- łupieżcze napady iberyjskiego plemienia Luzytanów.

Niektórzy z badaczy (m.in. Adolf Schulten) utożsamiają Tartessos z mityczną Atlantydą.